# Ornette!
《Ornette!》은 1962년 2월, 애틀랜틱 레코드에서 발매된 미국의 알토 색소폰 연주자이자 작곡가 오넷 콜먼의 일곱 번째 음반이다. 이 음반에는 콰르텟을 떠났지만 나중에 콜먼과 다시 작업하게 될 찰리 헤이든 대신 스콧 라파로가 참여한다.
녹음 세션은 1961년 1월 31일, 뉴욕의 애틀랜틱 스튜디오에서 열렸다. 〈Proof Readers〉, 〈Check Up〉, 〈The Alchemy of Scott LaFaro〉의 세 가지 테이크아웃은 나중에 1993년 박스 세트인 《Beauty Is a Rare Thing》과 1970년대 컴필레이션인 《Twins》와 《The Art of the Improvisers》에 각각 등장할 것이다.

## 평가
| 전문가 평가                          | 전문가 평가 |
| 평가 점수                            | 평가 점수   |
| 출처                                 | 점수        |
| ------------------------------------ | ----------- |
| Down Beat                            | [ 3 ]       |
| AllMusic                             | [ 4 ]       |
| The Penguin Guide to Jazz Recordings | [ 5 ]       |
| Tom Hull                             | A−          |
| Pitchfork                            | [ 7 ]       |

《The Penguin Guide to Jazz》의 작가들은 이 음반에 별 3개를 수여했고, 트랙 타이틀은 아마도 "정신분석에 사로잡힌 시대정신에서 콜먼을 연마하려는 노력의 결과일 것이다"라고 썼지만, 하지만 물론 그것은 또한 오넷의 음악과 음악 철학이 콘서트홀이나 클럽보다는 쇼파를 위한 것이라고 생각하는 사람들에게 무게를 주었다. 그들은 라파로가 "헤이든보다 더 강력하고 조화롭게 도전하는 선수인 그룹을 계속 이끌 것"이라고 언급한다.
올뮤직의 리뷰에서 브라이언 올브닉은 콜먼이 "그의 콰르텟 음악을 훨씬 더 풍부하고 창의적으로 쏟아붓는 것이 발견되었습니다. 그 컷들은 모두 보석이고 음악가들의 즉흥 연주를 위한 멋진 발사대 역할을 합니다. 이 무렵 콜먼은 확장된 조각들을 매우 편안하게 사용했고, 그와 그의 파트너들은 시간을 채우는 데 아무런 문제가 없었고, 아이디어가 고갈될 뻔하지 않았습니다. 《Ornette!》은 뛰어난 릴리즈이며 콜먼과 창작 즉흥 음악의 모든 팬들에게 필수적입니다."

## 곡 목록
모든 곡들은 오넷 콜먼에 의해 작곡하였다.
| #  | 제목        | 재생 시간 |
| -- | ----------- | --------- |
| 1. | 〈W.R.U.〉  | 16:25     |
| 2. | 〈T. & T.〉 | 4:35      |

| #  | 제목         | 재생 시간 |
| -- | ------------ | --------- |
| 1. | 〈C. & D.〉  | 13:10     |
| 2. | 〈R.P.D.D.〉 | 9:39      |